# Five (film, 2016)
Pour les articles homonymes, voir Five.
Pour plus de détails, voir Fiche technique et Distribution.
Five est une comédie française écrite et réalisée par Igor Gotesman, sortie en 2016.

## Synopsis
Samuel, Timothée, Vadim, Julia et Nestor, cinq amis d'enfance, réalisent enfin leur rêve : habiter en colocation. Le mérite en revient à Samuel qui a déniché un appartement dans un immeuble de rapport haussmannien. Comme le loyer est élevé, il propose à ses amis d'en payer la moitié. La rente que lui verse son père, un riche entrepreneur, lui permet cette largesse. Mais tout bascule lorsque son père découvre qu'il lui ment sur ses études pour suivre des cours de théâtre. À court d'argent, Samuel se lance en cachette dans le trafic de drogue pour continuer à payer sa part du loyer.

## Fiche technique
- Titre original : Five
- Réalisation : Igor Gotesman
- Scénario : Igor Gotesman
- Musique : GUSH
- Photographie : Julien Roux
- Son : Rémi Daru
- Montage : Stéphan Couturier
- Décors : Nicolas de Boiscuillé
- Costumes : Elise Bouquet et Reem Kuzayli
- Production : François Kraus et Denis Pineau-Valencienne
  - Direction de production : Sylvain Monod
- Sociétés de production : Les Films du Kiosque ;  Cinéfrance 1888 ; France 2 Cinéma
  - Coproduction : Studiocanal, Cinéfrance, France 2 Cinéma
  - Participation : Canal+, France 2, Ciné+
- Société de distribution : Studiocanal
- Pays de production :  France
- Langue originale : français
- Format : couleur
- Genre : comédie
- Date de sortie :
  - France : 30 mars 2016
- Classification :
  - France : avertissement

## Distribution
- Pierre Niney : Samuel
- François Civil : Timothée
- Igor Gotesman : Vadim
- Margot Bancilhon : Julia
- Idrissa Hanrot : Nestor
- Michèle Moretti : Mme Simone
- Lucie Boujenah : Maïa
- Philippe Duclos : le père de Samuel
- Pascal Demolon : Barnabé, le père de Sophie
- Fanny Ardant : elle-même
- Jéromine Chasseriaud : Sophie
- Alexandra Roth : Camille
- Bruno Lochet : Gérard, le père de Camille
- Louise Coldefy : Émilie
- Ali Marhyar : Willy
- Lise Lamétrie : Chantale
- Stéphan Wojtowicz : M. Limoges, le voisin
- Hedi Bouchenafa : Omar
- Gilles Kneusé : le commissaire Latour
- Philippe Dusseau : l'agent immobilier
- Côme Levin : le livreur de pizzas
- Nicolas Beaucaire : le policier coloc
- Sissi Duparc : la jeune femme au théâtre
- Emmanuelle Bougerol : la policière à l'accueil
- Paco Boublard : Bento

## Tournage
Le tournage a eu lieu du 27 mai au 28 juillet 2015, en région parisienne et en Thaïlande.[réf. nécessaire]

## Bande originale
La bande originale a été composée par le groupe français Gush avec une supervision musicale réunissant des titres de Calvin Harris, Toys, Mickey Avalon, Sacha Distel, Black Rob, Swizz Beatz, DatA et Nekfeu.
| 1.    | Massive Drum           | Gush                       | 4:04 |
| 2.    | Acceptable In The 80's | Calvin Harris              | 5:33 |
| 3.    | Let's Burn Again       | Gush                       | 4:00 |
| 4.    | Noise                  | Toys                       | 4:20 |
| 5.    | Follow The Sun, Part 1 | Gush                       | 3:29 |
| 6.    | Jane Fonda             | Mickey Avalon              | 3:40 |
| 7.    | The Barn               | Gush                       | 2:18 |
| 8.    | Broke My Heart         | Gush                       | 3:27 |
| 9.    | La Belle Vie           | Sacha Distel               | 2:05 |
| 10.   | Whoa!                  | Black Rob                  | 4:06 |
| 11.   | Downbeat               | Gush                       | 3:01 |
| 12.   | Mama AfriK             | Gush                       | 4:37 |
| 13.   | It's Me Bitches        | Swizz Beatz                | 2:36 |
| 14.   | I Just Want You        | Gush                       | 3:11 |
| 15.   | Don't Sing             | DatA featuring Benny Sings | 4:16 |
| 16.   | The Funeral            | Gush                       | 2:26 |
| 17.   | Follow The Sun, Part 2 | Gush                       | 1:29 |
| 18.   | Reuf (Version Five)    | Nekfeu                     | 3:12 |
| 61:50 |                        |                            |      |

## Accueil

### Accueil critique
Sur le site AlloCiné, Five obtient une note moyenne de 3/5, à partir de l'interprétation de 24 critiques de presse.
La critique du Parisien est positive : « Après son César pour son rôle d'Yves Saint Laurent, Pierre Niney revient dans un attachant film de potes, réalisé avec quelques-uns de ses amis dans la vie. » Pour Metro aussi le film est réussi : « Écrite et réalisée avec un soin indéniable par Igor Gotesman, cette potacherie prouve, après Comme des frères ou 20 ans d'écart, que la fibre comique de Pierre Niney est (bel et bien) étincelante. Ne boudez pas le plaisir de cette parenthèse tonifiante ! » Le magazine Paris Match est également enthousiaste : « Enfin un film de potes qui dépote avec une énergie communicative. Un pied de nez chez Klapisch et un doigt d'honneur chez Apatow, cette comédie pétillante et hilarante transcende les clichés pour trouver son propre délire scénaristique. Bref, une histoire de joints qui n'a rien d'un pétard mouillé. »
Le Monde propose une critique plus négative : « Dans "Five", ils sont cinq, comme François, Mick, Annie, Claude et Dagobert. Mais ils sont encore moins intéressants que Le Club des cinq. » Le Dauphiné libéré n'a pas non plus été conquis : « Un film de potes traditionnel, qui se signale par un scénario inabouti et par l'indigence sidérale du propos. »
Le public accueille mieux le film avec une moyenne de 4/5 sur AlloCiné.

### Box-office
| Pays ou région | Box-office      | Date d'arrêt du box-office | Nombre de semaines |
| -------------- | --------------- | -------------------------- | ------------------ |
| France         | 719 457 entrées | 22 juin 2016               | 12                 |

## Sélection
- Festival de l'Alpe d'Huez 2016 : sélection hors compétition